# ザムトゲマインデ・ゼルジンゲン
ザムトゲマインデ・ゼルジンゲン (ドイツ語: Samtgemeinde Selsingen) は、ドイツ連邦共和国ニーダーザクセン州ローテンブルク（ヴュンメ）郡に属すザムトゲマインデ（集合自治体）である。このザムトゲマインデでは8町村が行政業務を共同で処理している。

## 地理

### 構成町村
- アンダーリンゲン
- ダインシュテット
- ファルフェン
- オステライシュテット
- ラーデ
- ザントボステル
- ゼードルフ
- ゼルジンゲン

## 行政

### 議会
このザムトゲマインデの議会は27議席からなる。